# Membrana de Descemet
La membrana de Descemet es una de las seis capas que constituyen la córnea.

## Descripción
Es una estructura acelular situada entre el endotelio y el estroma de la córnea. Posee un grosor de entre 10 y 15 micras y está compuesta principalmente por fibras de colágeno. Puede permanecer intacta a pesar de ulceraciones corneales graves por su resistencia a la acción de las enzimas proteolíticas.

## Enfermedades
Existe una enfermedad de la córnea denominada distrofia endotelial de Fuchs que se produce por una alteración en la estructura normal de esta membrana, lo cual puede conducir a una disminución de la transparencia de la córnea y déficit de agudeza visual.

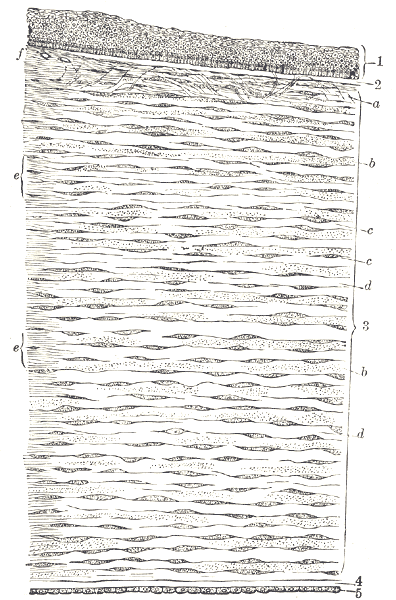
Sección de la córnea, donde se puede apreciar la membrana de Descemet (capa con el número 4.